# Энеида (опера)
Энеида (укр. Енеїда) — опера украинского композитора Николая Лысенко в 3 действиях. Единственный пример оперы-сатиры в украинском музыкальном театре.

## История
Автором либретто (по мотивам первой части одноименной поэмы И.Котляревского) в течение долгого времени считали Садовского. Однако позднее исследование показало, что Садовскому как руководителю театра принадлежала только сама идея оперы, а либретто написала Людмила Старицкая-Черняховская. Авторство либретто было «передано» Старицкому, поскольку он уже имел разрешение цензуры на инсценировку «Энеиды» Котляревского (получено ещё в 1890-е годы) и не должен был обращаться за новым разрешением. Впервые опера поставлена 23 ноября 1910 в Театре Николая Садовского в Киеве под руководством Ганса Елинека. Первый исполнитель партии Энея — Владимир Золденко.

## Сюжет
Действие оперы разворачивается на Земле и Олимпе, в обители богов. Если тема Дидоны и Энея получила одухотворенно лирическое воплощение, то сцены богов носят сатирический характер. Котляревский в поэме дал пародийную бурлескную трактовку мифа и поэмы Вергилия. Лысенко насытил бурлеск злободневным политическим содержанием. Боги на Олимпе — это сатирическое изображение паразитарного самодержавного строя. Бог войны Марс — грубый солдафон и селадон; «Грозный» Юпитер — напыщенный фанфарон, трус, пьяница и обжора. Боги проводят время в непрерывных кутежах. Музыкальные портреты Марса, Юпитера и Бахуса носят бравурный характер. Венера поет виртуозный колоратурный вальс. В основу музыкальной характеристики Энея и Дидоны возложена украинская народная песня. Опере присуще сочетание украинской песни, лирики, бурлеска, буффонады. Лучшие страницы её — прощание Энея и Дидоны (финал), картина моря.
Наибольшую известность в то время получило оркестровое вступление ко второму действию — «Юпитеров поход» («Кортеж богов») — после интродукции, с величественным маршевым сопровождением в окружении фанфар и мощных аккордов фортиссимо.